# 布朗峰
布朗峰（英語：Brown Peaks），是南極洲的山峰，位於阿蒙森海岸，處於羅賓遜海崖以東11公里的阿蒙森冰川東岸，美國地質調查局根據測量和美國海軍拍攝的空中照片繪入地圖，現時由南極條約體系管理。